# J. P. Sauer & Sohn
J. P. Sauer & Sohn GmbH – niemieckie przedsiębiorstwo zbrojeniowe.
J. P. Sauer & Sohn założono w 1751 roku i zajmowało się produkcją broni myśliwskiej, karabinów Mauser oraz pistoletów. Do znanych pistoletów tego producenta należą: Pistolet SAUER Model 1913, który był produkowany w wielu odmianach i stanowił uzbrojenie niemieckiej policji oraz jego udoskonalona odmiana SAUER Model 1930 Behorden, znajdującą się w uzbrojeniu niemieckiej żandarmerii polowej od 1930 roku, kieszonkowe pistolety SAUER WTM (Westentaschemodel) Model 1925 i 1928 oraz pistolet SAUER Model 1938. Pod koniec lat siedemdziesiątych XX w. niemiecki producent opracował ze szwajcarskim Schweizerische Industrie-Gesellschaft wiele wzorów pistoletów, znanych pod marką SIG Sauer. Spółka zależna od L & O Holding GmbH & Co. KG.